# Касима Син-рю
Касима Син-Рю (яп. 鹿島神流) — традиционное воинское искусство, основные принципы которого были разработаны в XVI веке.
В школе изучают кэндзюцу (технику фехтования на мечах), дзёдзюцу (технику боя с посохом), бодзюцу (технику боя шестом), нагинатадзюцу (технику боя алебардой), содзюцу (технику боя копьем), баттодзюцу (технику мгновенного обнажения меча с рубкой), дзюдзюцу (технику рукопашного боя).

## История
Касима Син-Рю получило своё название от одноимённого храма Касима-дзингу (яп. 鹿島寺) в префектуре Ибараки. Основателем Касима Син-Рю является Кунинадзу но Махито. Самой ранней техникой Касима Син-Рю считается Касима-но-тати, переданная священникам храма основателем Касима Син-Рю. После Реставрации Мэйдзи, когда самураи считались вне закона, Касима Син-Рю передавалось по семейной линии Кунии. Восемнадцатый патриарх школы Кунии Дзэнъя открыл школу, в которой обучал людей, не являвшихся членами семьи.

## Ранги в Касима Син-Рю
| Ранг                  | Одежда: пояс, хакама        | Требования                                  |
| --------------------- | --------------------------- | ------------------------------------------- |
| Киригами 切紙         | Белый пояс                  | Кихон-дати и Ура-дати                       |
| Сёмокуроку 小目録     | Белый пояс и чёрная хакама  | Айсин-кумитати, Дзиссэн-дати, Сэйган-Татиай |
| Сёдан 初伝            | Чёрный пояс и чёрная хакама | Кассэн-дати, Цуба-дзэри, Таосиути.          |
| Тюдан 中伝            | Чёрный пояс и чёрная хакама |                                             |
| Окудэн 奥伝           | Чёрный пояс и белая хакама  |                                             |
| Кайдэн 皆伝           | Чёрный пояс и белая хакама  |                                             |
| Менкё кайдэн 免許皆伝 | Белый пояс и белая хакама   |                                             |